# Gabriel Heinrich Pollmann

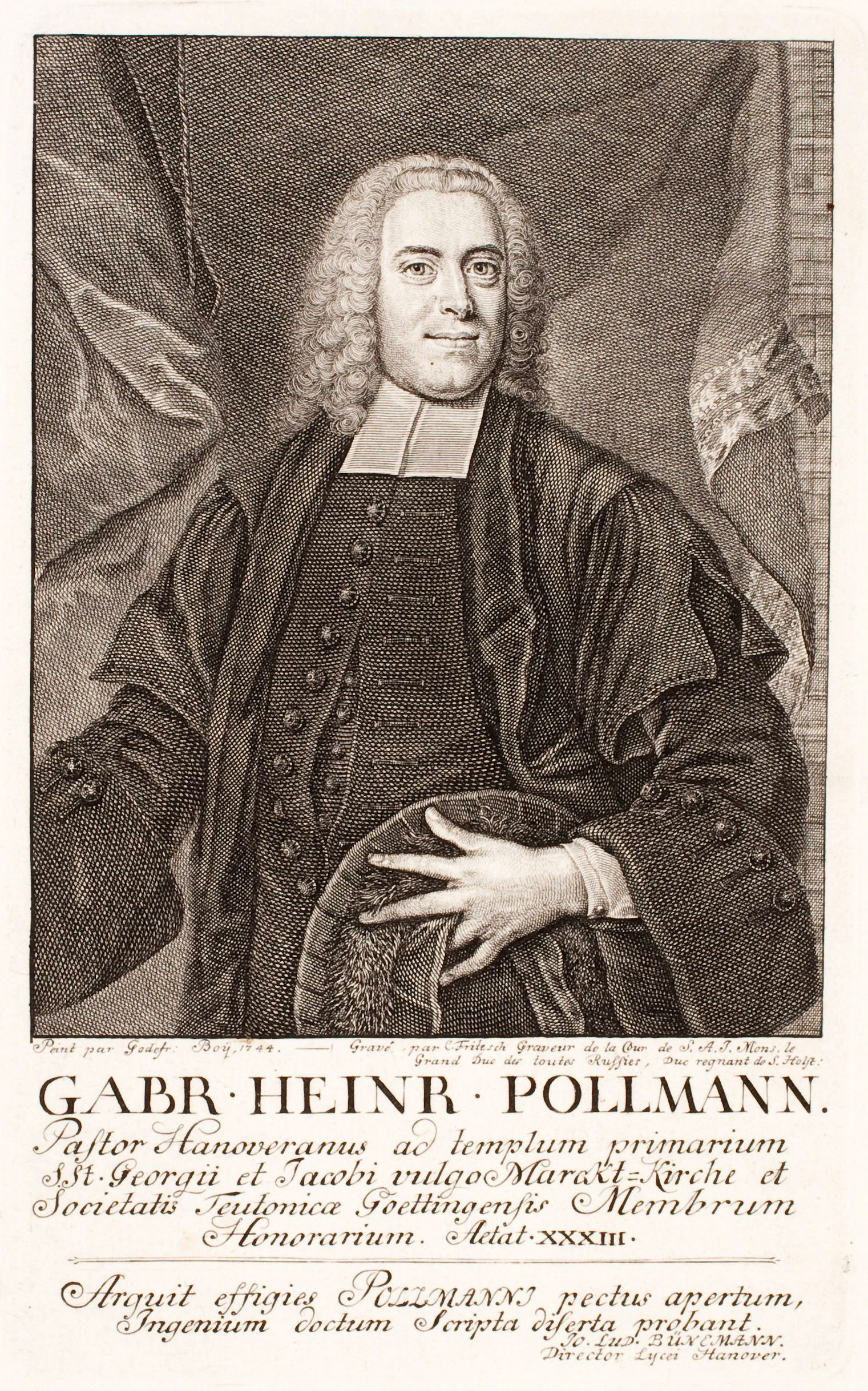
„GABR. HEINR. POLLMANN“ in einem 1744 datierten Kupferstich von Christian Fritzsch nach einem Gemälde von Godefried Boy über einem von dem Schulrektor Johann Ludolf Bünemann verfassten Distichon

Gabriel Heinrich Pollmann (geboren November 1712 in Uelzen; gestorben 11. Februar 1789 in Hannover) war ein lutherischer Theologe und Pastor.

## Leben
Gabriel Heinrich Pollmann wurde zur Zeit des Kurfürstentums Braunschweig-Lüneburg geboren als Sohn des Uelzener Kaufmanns Kämmerers Andreas Julius Pollmann. Er besuchte zunächst die Uelzener Schule, dann das Johanneum in Lüneburg und studierte anschließend zunächst an der Universität Helmstedt, an der er 1733 als Respondent für Johann Lorenz von Mosheims Dissertation ... Theologica De Ecclesia Primogenitorvm In Coelo Adscriptorvm wirkte, sowie der Universität Jena.
Ab 1736 versah Pollmann das Amt des Predigers in den Ortschaften Jühnde und Barliesen nahe Göttingen. 1738 wurde er Pastor in Schauen, von wo aus er am 30. August 1742 von der Gemeinde der hannoverschen Marktkirche als Nachfolger von Laurentius Hagemann vokiert wurde. Im Folgejahr 1743 wurde der Geistliche zum Ehrenmitglied der Deutschen Gesellschaft zu Göttingen gewählt.
Sein 50-jähriges Amtsjubiläum feierte Pollmann als Senior des geistlichen Stadtministeriums am 23. Juli 1786 unter großer Anteilnahme der Bevölkerung, die sich etwa in gedruckten Gelegenheitsschriften sogar von „Kindern in der Nachbarschaft“ ausdrückten. Die Feierlichkeiten, zu denen unter anderem Hofrat Ernst Friedrich Hektor Falcke, Pastor Joachim Friedrich Lehzen,  Gymnasialdirektor Jacob Struve und der Prediger am Stadtlazarett Heinrich Christian Albert Reden verfassten, beschrieb der Lyceums-Direktor Friedrich Christian Rühlmann in einer eigenen Schrift, die er mit einem ausführlicheren Lebenslauf versah.

## Schriften (Auswahl)
- Lacrymæ Continuatæ, In Moestissimum Obitum Viri, dum esset in vivis, Summe Reverendi Domini, Domini Johann. Christian. Busmanni, Diœceseos Ebstorffiensis Superintendentis Dignissimi : Cum LI. annos natus, VII. Calend. Decembris, Anno MDCCXXIX. placide in Domino obdormiisset ... eiqve II. Calend. Dec. corpore defuncti in æde qvæ Ebstorffii est, terræ mandato justa solverentur, attenuata præ luctu vena expressæ / a Gabriele Heinrico Pollmanno, Ultzensi, Philosoph. Stud. & Johann. Luneb. Alumno, Luneburgi: Typis Sternianis, [1729]; Digitalisat über die Forschungsbibliothek Gotha der Universität Erfurt und die Universitätsbibliothek Erfurt
- Gabriel Heinrich Pollmann, Gabriel Wilhelm Götten, Paul Dietrich Schnorr: Hildesiæ Splendor, Cum Vir Clarissimus ... Dominus, Gabriel Wilhelmus Goetten Candid. S.S. Theol. Longe Dignissimus, Summi Numinis Ductu, Rev. Verbi Div. Minister. Ad Ædem Quæ Hildesiæ St. Michaelis Dicitur, Electus, Die Dom. Palmarum Anno MDCCXXXII. Sacro Huic Muneri Admoveretur, Elegiis Qualibuscunque Decantatus, Quibus Simul Etiam Atque Etiam Sese Commendat, Helmstadii Typis Pauli Dieterici Schnorrii Acad. Typogr., [1732], Digitalisat über die Staatsbibliothek Berlin – Preußischer Kulturbesitz (SBB)
- Johann Lorenz von Mosheim (Verf.), Gabr. Henricus Pollmann (Resp.): Dissertatio Theologica De Ecclesia Primogenitorvm In Coelo Adscriptorvm : Ex Hebr. XII. v. 23 ... Qvam ... Praeside Io. Lavrentio Moshemio ... Placido Ervditorvm Examini Svbmittit Avctor Gabr. Henricvs Pollmann,  Helmstadii: Typis Paulis Dieterich Schnorrii Acad. Typogr., 1733; Digitalisat über die Bayerische Staatsbibliothek
- Die Nothwendigkeit Des Predig-Amts Jn der Kirche Jesu Christi hie auf Erden / erwiesen von Gabriel Heinrich Pollmann beruffenen Prediger bey der Gemeine in der freyen Reichs-Herrschaft Schauen, Göttingen: Johann Michael Frisch, 1738; Digitalisat über die Herzog August Bibliothek Wolfenbüttel
- &#152;Der&#156; Christ in schweren und bedrängten Zeiten ... wurde am zweyen Sonntage nach Epiphanias im Jahr 1757, als auf eines Hochlöblichen Magistrats Verordnung zum Besten der gesamten Armen der Stadt die Becken vor den Thüren der drey Stadt-Kirchen ausgesetzet wurden, aus dem ordentlichen Sonntags-Evangelio einer christlichen Gemeine in der Marckt-Kirche vorgestellet, Hannover: Nicolaus Förster, 1757
- Die rechte Weisheit eines mit Heyl und Frieden gesegneten Volks, wurde an dem allgemeinen Dank- und Friedens-Feste des Churfürstenthums Braunschweig-Lüneburg, welches den 6ten Januarii 1763. ... gefeyert ward, in der Marktkirche zu Hannover in einer Predigt über Psalm 107, 43. vorgestellet von Gabriel Heinrich Pollmann, Senior eines Ehrwürdigen Ministerii und Pastor an der Marktkirche, Hannover, bey sel. Nicolai Försters und Sohns Erben. 1763; Digitalisat über die SBB